# Landespolizei (Liechtenstein)
La Landespolizei des Fürstentum Liechtenstein (in italiano Polizia territoriale del Principato del Liechtenstein) è l'unica forza di polizia del principato del Liechtenstein.
Nel 2011 contava in servizio 125 impiegati, di cui 91 agenti di polizia e 34 civili, oltre a 38 paramilitari di una forza di sicurezza.
L'equipaggiamento è simile alla Kantonspolizei Svizzera. Il Liechtenstein mantiene un trattato trilaterale con i paesi confinanti (Austria e Svizzera) che consente una stretta cooperazione transfrontaliera tra le forze di polizia dei tre paesi.

## Organizzazione
Il corpo è ripartito in tre divisioni e due suddivisioni gestite in modo indipendente:
- Sicurezza e controllo del traffico (64 ufficiali, 5 civili): Amministrazione Unità di sicurezza e traffico, Unità di sicurezza, Unità di traffico, Unità di ingegneria e prevenzione del traffico, Unità di intervento (unità tattica di polizia)[4], Unità di frontiera, Polizia antisommossa e Unità di protezione.
- Investigazione Criminale (16 ufficiali, 10 civili): Divisione investigativa sul crimine amministrativo, Unità criminalità grave, Unità traccia, Unità di criminalità finanziaria, Unità forense, Unità di intelligence sul crimine. Agli ufficiali viene generalmente rilasciata una pistola SIG Sauer, di solito la SIG Sauer P226[5].
- Supporto esecutivo (7 ufficiali, 15 civili); Capo di stato maggiore, Dipartimento organizzazione e qualità dei sistemi, logistica, comando e spedizione emergenze, informatica, penitenziario statale e Unità di relazioni,
- Capo di stato maggiore e Ufficio del commissario (3 ufficiali, 7 civili); Dipartimento legale del traffico e dell'amministrazione, Assistente legale, Commissariato; Centro di informazione pubblica, finanza e controllo.
- Corpo di Sicurezza (38 paramilitari)[6][7][8]: forza paramilitare, composta interamente da liechtensteiniani, che può essere chiamata in caso di catastrofe naturale o situazione di sommossa. Il Corpo svolge anche ruoli simbolici come il cambio della guardia e presentare lo stemma nazionale in occasioni ufficiali. A differenza di tutte le altre unità (ad eccezione dell'Unità di polizia speciale), i corpi sono entrambi addestrati e dotati di armi automatiche, in particolare di Heckler & Koch UMP e di MP5.

## Attività
Le forze dell'ordine in Liechtenstein sono gestite esclusivamente dalla forza di polizia nazionale del Liechtenstein, sebbene all'interno dell'organismo di polizia sia mantenuta una forza paramilitare (Forza di Sicurezza).

## Numeri di emergenza
Secondo il sito ufficiale:
- Numero generico d'emergenza: 112;
- Polizia: 117;
- Vigli del Fuoco: 118 (all'interno della brigata di Vigili del Fuoco operano anche 30 volontari di soccorso alpino[11]);
- Ambulanza: 144;
- Guardia aerea svizzera di soccorso: 1414.

## Controlli alla frontiera
Il confine tra Svizzera e Liechtenstein è aperto, ma i funzionari doganali svizzeri erano soliti proteggere il confine del Liechtenstein con l'Austria. Prima del dicembre 2011, c'erano 21 guardie della Svizzera, 4 della polizia nazionale del Liechtenstein e 28 guardie di frontiera austriache, che avevano assicurato il confine Liechtenstein-Austria lungo 11,6 km, tuttavia, solo il 20% del confine è attraversabile. Sebbene la polizia nazionale del Liechtenstein mantenga un'unità di frontiera, la polizia di frontiera svizzera era responsabile della protezione delle frontiere di entrambi i paesi secondo un'unione doganale adottata nel 1924.
Nel febbraio 2007, c'erano centinaia di persone che cercavano di chiedere asilo nel Liechtenstein, principalmente da paesi come la Somalia e l'Eritrea. A causa del numero di persone che tentavano di attraversare il confine, le guardie di frontiera erano di stanza sia sul confine Liechtenstein-Svizzera, sia sul confine Liechtenstein-Austria, con l'obiettivo principale di mantenere la legge e l'ordine. Questa misura di sicurezza è durata per circa 90 giorni, con oltre 800 persone in cerca di asilo nel Liechtenstein.
Nel dicembre 2011, il Liechtenstein è diventato il quarto paese non appartenente all'Unione europea ad aderire all'area Schengen, dopo Svizzera, Norvegia e Islanda. In base all'accordo, il Liechtenstein ha una frontiera aperta sia con la Svizzera che con l'Austria e, di conseguenza, vengono chiuse diverse stazioni di frontiera tra Liechtenstein e Austria. Inoltre, l'eliporto di Balzers limita l'accesso a tutti gli elicotteri provenienti da paesi non-Schengen. Tuttavia, il Liechtenstein dovrebbe aver rafforzato il suo controllo doganale attraverso un sistema di videosorveglianza (oltre 60 telecamere per un costo di 2,3 milioni di dollari) e l'unità mobile di pattugliamento delle frontiere.

## Gli incidenti con la Svizzera
Diversi incidenti si sono verificati durante le esercitazioni di routine:
- Il 5 dicembre 1985, un missile anticarro RL-83 Blindicide sparato dalle forze armate svizzere atterrò in una foresta in Svizzera di proprietà di Balzers, un comune del Liechtenstein, provocando un incendio boschivo. Il risarcimento è stato pagato al proprietario privato[22].
- Il 13 ottobre 1992, seguendo ordini scritti, i cadetti dell'esercito svizzero hanno inconsapevolmente attraversato il confine e si sono recati a Triesenberg per creare un posto di osservazione. I comandanti svizzeri avevano trascurato il fatto che Triesenberg non era sul territorio svizzero. La Svizzera si scusò con il Liechtenstein per l'incidente.[23]
- Il 3 marzo 2007, una compagnia di 171 soldati svizzeri è entrata per errore nel Liechtenstein con il maltempo e di notte, dopo aver preso una svolta sbagliata nell'oscurità. Le truppe tornarono sul territorio svizzero dopo aver viaggiato per più di 2 km nel paese. Le autorità del Liechtenstein non hanno scoperto gli "invasori" e sono state informate dagli svizzeri dopo l'incidente. L'incidente è stato ignorato da entrambe le parti.[24]

## Galleria d'immagini

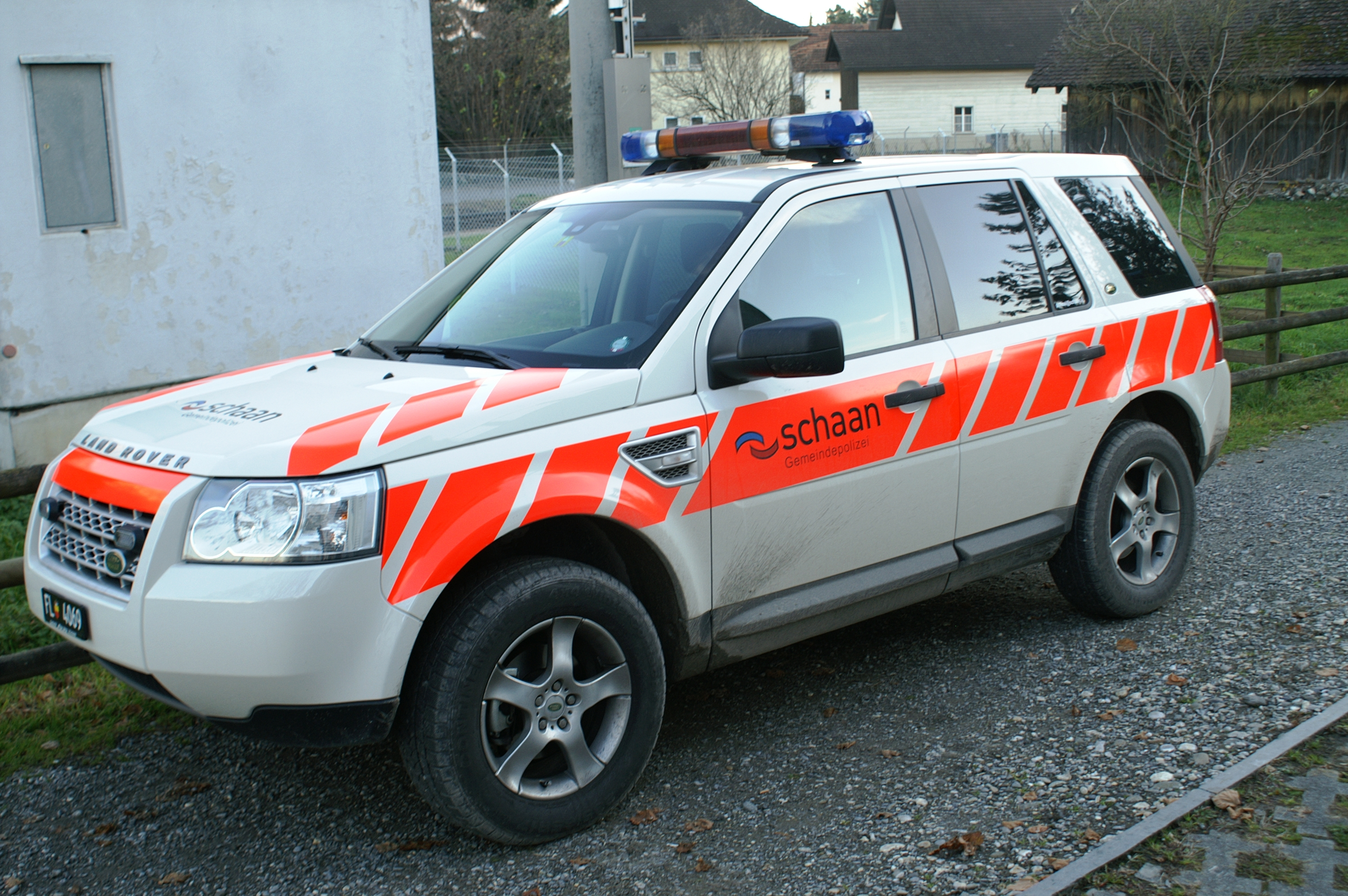
Land Rover Freelander 2 della Landespolizei della sezione di Schaan.